# Plagniau
Plagniau of Plania of Planiaux is een gehucht in Rosières, deelgemeente van de gemeente Rixensart in de Belgische provincie Waals-Brabant.
Plagniau ligt minder dan een kilometer ten zuiden van het dorpscentrum van Rosières. Het gehucht ligt ten zuiden van de rivier de Lasne, terwijl de rest van Rosières ten noorden ervan ligt. In het oosten sluit Plagniau aan op het gehucht Angoussart in Bierges.

## Geschiedenis
Op de Ferrariskaart uit de jaren 1770 is hier een geïsoleerde cijnshoeve weergeven, de Cense de Plagneau.
Op het eind van het ancien régime, toen tijdens de Franse bezetting op het eind van de 18e eeuw de gemeenten werden gecreëerd, werd de plaats ondergebracht bij de gemeente Limal. De plaats lag in een noordelijke uitloper van het grondgebied van Limal, vier kilometer ten noorden van het dorpscentrum, bijna omsloten door grondgebied van de gemeenten Rixensart in het westen, Rosières in het noorden en Bierges in het oosten. Op de Atlas der Buurtwegen uit 1841 hier de Ferme du Planiau weergegeven; op de Vandermaelenkaart uit het midden van de 19e eeuw de Ferme de Planiaux.
Door de moeilijke ligging vier kilometer van het dorpscentrum van Limal, en nauwelijks een kilometer van Rosières, waren de bewoners vooral aangewezen op Rosières. In 1882 dienden de bewoners, zeven huishoudens uit een familie, een aanvraag in om zich te kunnen aansluiten bij de gemeente Rosières. In 1884 werd het grondgebied van het gehucht overgeheveld van de gemeente Limal naar de gemeente Rosières.
In de loop van de 20e eeuw kwam er wat meer bebouwing bij in het gehuchtje, maar Plagniau bleef landelijk, omgeven door bossen en weiland.
Deelgemeenten: Genval · Rixensart · Rosières

Overige plaatsen: Bourgeois · Bruyère-à-la-Croix · Froidmont · Glain · Maubroux · Plagniau

Belgische gemeenten · Arrondissement Nijvel · Waals-Brabant · Wallonië